# Pablo Pagis
Pablo Pagis (* 29. Dezember 2002 in Montbéliard) ist ein französischer Fußballspieler, der bei FC Lorient spielt.

## Karriere
Pagis begann seine fußballerische Ausbildung 2007 im Alter von vier Jahren bei der US Pont-Péan. Im Sommer 2012 wechselte er in die Jugendakademie von Stade Rennes, wo er sechs Jahre lang spielte. Anschließend ging er zum FC Lorient. In der Saison 2020/21 spielte er bereits sechsmal für die zweite Mannschaft in der National 2. 2021/22 kam er dort bereits zu zehn Toren in 23 Spielen und stand schon in der Ligue 1 im Kader. Ende 2021 unterschrieb er seinen ersten Profivertrag bei Lorient. Ende August 2022 wurde er für den Rest der Spielzeit 2022/23 an den Zweitligisten Olympique Nîmes verliehen. Am siebten Spieltag debütierte er nach Einwechslung gegen den FC Valenciennes in der Ligue 2 im Profibereich. Ende Januar 2023 (20. Spieltag) schoss er bei einem 3:2-Sieg über Chamois Niort seine ersten beiden Profitore. Insgesamt kam er in der Saison 2022/23 zu 32 Einsätzen, war Stammspieler im Sturm, schoss dabei fünf Tore und legte vier Treffer auf. Nach seiner Rückkehr und dem Abstieg der Krokodile debütierte er am dritten Spieltag gegen den OSC Lille auch in der höchsten französischen Spielklasse für den FCL.

## Familie
Pablo Pagis ist der Sohn des ehemaligen französischen Fußballspielers Mickaël Pagis, welcher über 400 Spiele spielte und über 100 Tore in Ligue 1 und 2 erzielte.